# 4247 Grahamsmith
4247 Grahamsmith је астероид главног астероидног појаса чија средња удаљеност од Сунца износи 3,177 астрономских јединица (АЈ).
Апсолутна магнитуда астероида је 13,1.